# Allison Ross-Edwards
Allison Ross-Edwards, född 17 oktober 1952, är en friidrottare från Australien. Hon deltog vid olympiska sommarspelen 1972.